# 카스타드 (과자)
카스타드(일본어: カスタードケーキ)는 1986년 9월에 일본롯데에서부터 한국롯데로 진출하도록 판매하고 있는 비스킷의 한 종류이다.

## 롯데(일본)
롯데에서 1986년부터 출시되며 현재로도 판매중이다. 종류는 지금까지 총 15가지가 나왔고 현재는 2가지만 판매 중이다. 대한민국과 다르게 계절한정으로 운영되고 있다.

### 판매 종류
1. 오리지널: 1986년 9월 15일 출시(1번째 맛)
2. 딸기 맛: 2006년 7월 3일 출시(5번째 맛), 겨울 한정판
3. 복숭아 맛: 2008년 1월 21일 출시(7번째 맛), 봄 한정판
4. 녹차 맛: 2009년 3월 30일 출시(9번째 맛), 여름 한정판
5. 사과 맛: 2011년 1월 2일 출시(11번째 맛), 가을 한정판

#### 단종
- 허니 맛
- 블루베리 맛
- 레몬 맛
- 멜론 맛
- 망고 맛
- 오렌지 맛
- 후르츠칵테일 맛
- 카라멜 맛
- 럼레즌 맛
- 바나나 맛

## 롯데웰푸드(대한민국)
롯데웰푸드에서 1989년부터 출시되며 현재도 판매중이다. 지금까지 총 11가지가 나왔고 현재는 오리지널만 판매 중이다.

### 판매 종류
- 오리지널: 1989년 4월 15일 출시

### 단종
- 바나나 맛
- 라즈베리 딸기 맛
- 스위트골드 맛
- 멜론 맛
- 사과 맛
- 녹차 맛
- 청포도 맛
- 그릭요거트 맛
- 사과와 당근 맛
- 블루베리 맛
- 모닝밀 맛
- 카카오베리 맛